# Геномна ДНК
Геномна ДНК (gDNA) - ДНК, що міститься в хромосомах і є частиною генома. Назва використовується для протиставлення позахромосомним ДНК на зразок плазмід.
Геном організму містить інформацію про спадковість, і передає таку інформацію з покоління в покоління. Геном транскрибується в РНК, які необхідні для життя організму. Деякі РНК піддаються сплайсингу (при цьому вирізаються інтрони та утворюється зріла матрична РНК). Зріла мРНК далі транслюється на рибосомах в білки.